# AFI (밴드)

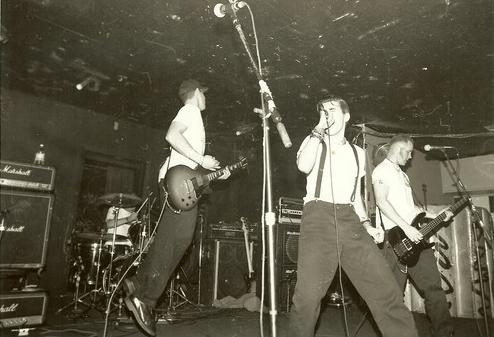
AFI (1995)

AFI(A Fire Inside)는 미국 캘리포니아주 유키아 출신 펑크 록 밴드이다.

## 역사
AFI는 고등학생이던 데이비 하복(보컬), 마크 스토폴레스(기타), 빅 초커(베이스)에 의해 결성되었다. 당시에는 멤버들이 악기를 다루지도 못하였다. 스토폴레스가 드럼 키트를 가지고 있던 친구인 애덤 카슨에게 드러머를 맡겼고, 스토폴레스와 초커가 각각 기타, 베이스 기타를 배웠다. 얼마 되지 않아 베이시스트 초커는 제프 크레스지로 교체되었다.
AFI는 멤버들이 서로 다른 대학에 진학하게 되면서 해체되었고, 크레스지는 뉴욕으로 가서 블랭스 77(Blanks 77)의 멤버로 활동하였다. 얼마 후, 멤버들은 밴드 활동에 전념하기 위해 대학을 포기하기로 결정하였다. 1993년부터 1995년까지 AFI는 인디로 많은 EP를 발매하였다. 1995년에는 첫 번째 정규 음반 《Answer That and Stay Fashionable》을 발매하였고, 두 번째 음반 《Very Proud of Ya》는 다음 해에 발매되었다. 《Answer That and Stay Fashionable》 라이브 투어 후에 크레스지는 밴드를 탈퇴하게 되었고, 헌터 버건이 그 자리를 맡게 되었다.
《A Fire Inside EP》(1998년)의 녹음 이후, 스토폴레스가 밴드를 탈퇴하였고 그의 자리는 스트폴레스의 친한 친구인 제이드 푸겟이 맡게 되었다. 1999년에는 세 번째 음반 《Black Sails in the Sunset》과 《All Hallow's EP》를 발매하였으며, 《All Hallow's EP》의 싱글 〈Totalimmortal〉은 오프스프링이 커버하여 《미, 마이셀프 앤드 아이린》의 사운드트랙에 수록되기도 하였다. 2000년에는 네 번째 정규 음반 《The Art of Drowning》을 발표하였다.
AFI는 2002년에 니트로 레코드를 떠나 2003년에 드림웍스 레코드를 통해 《Sing the Sorrow》를 발매하였다. 세 곡이 싱글로 발매되었으며, 그중에서 〈Girl's Not Grey〉와 〈Silver and Cold〉가 빌보드 모던 록 차트 7위에 올랐다. 2006년 6월에는 일곱 번째 음반 《Decemberunderground》를 인터스코프 레코드를 통해 발매하였다. 이 음반은 빌보드 200 차트 1위에 올랐으며, 첫 싱글 〈Miss Murder〉는 빌보드 모던 록 차트 1위에 올랐다. 같은 해 12월 12일에는 캘리포니아주 롱비치에서 열린 라이브 공연이 담긴 첫 라이브 DVD 《I Heard a Voice》를 발표하였으며, 2007년 7월 7일에는 라이브 어스에 참가하였다.

## 구성원
- 데이비 하복(Davey Havok) - 보컬(1991년 ~ 현재)
- 제이드 푸겟(Jade Puget) - 기타(1998년 ~ 현재)
- 헌터 버건(Hunter Burgan) - 베이스(1997년 ~ 현재)
- 애덤 카슨(Adam Carson) - 드럼(1991년 ~ 현재)

### 이전 멤버
- 마크 스토폴레스(Mark Stopholese) - 기타(1991년 ~ 1998년)
- 제프 크레스지(Geoff Kresge) - 베이스(1992년 ~ 1997년)
- 빅 초커(Vic Chalker) - 베이스(1991년 ~ 1992년)

## 음반 목록

### 정규 음반
- 《Answer That and Stay Fashionable》(1995년)
- 《Very Proud of Ya》(1996년)
- 《Shut Your Mouth and Open Your Eyes》(1997년)
- 《Black Sails in the Sunset》(1999년)
- 《The Art of Drowning》(2000년)
- 《Sing the Sorrow》(2003년)
- 《Decemberunderground》 (2006년)
- 《Crash love》 (2009년 발매 예정)